# Charlie Williams (cestista)
Charles E. Williams, detto Charlie (Colorado Springs, 5 settembre 1943), è un ex cestista statunitense, professionista nella ABA.

## Palmarès
- Campionato ABA: 1

Pittsburgh Pipers: 1968
- All-ABA Team: 1

First Team: 1968
- ABA All-Star Game: 2

1969, 1970
- Quarantaduesimo miglior marcatore di sempre ABA
- Cinquantunesimo per numero di assist di sempre ABA